# Mycetophila nebulosa
Mycetophila nebulosa är en tvåvingeart som först beskrevs av Hermann Friedrich Stannius 1831.  Mycetophila nebulosa ingår i släktet Mycetophila och familjen svampmyggor. Inga underarter finns listade i Catalogue of Life.